# پل‌های ایران

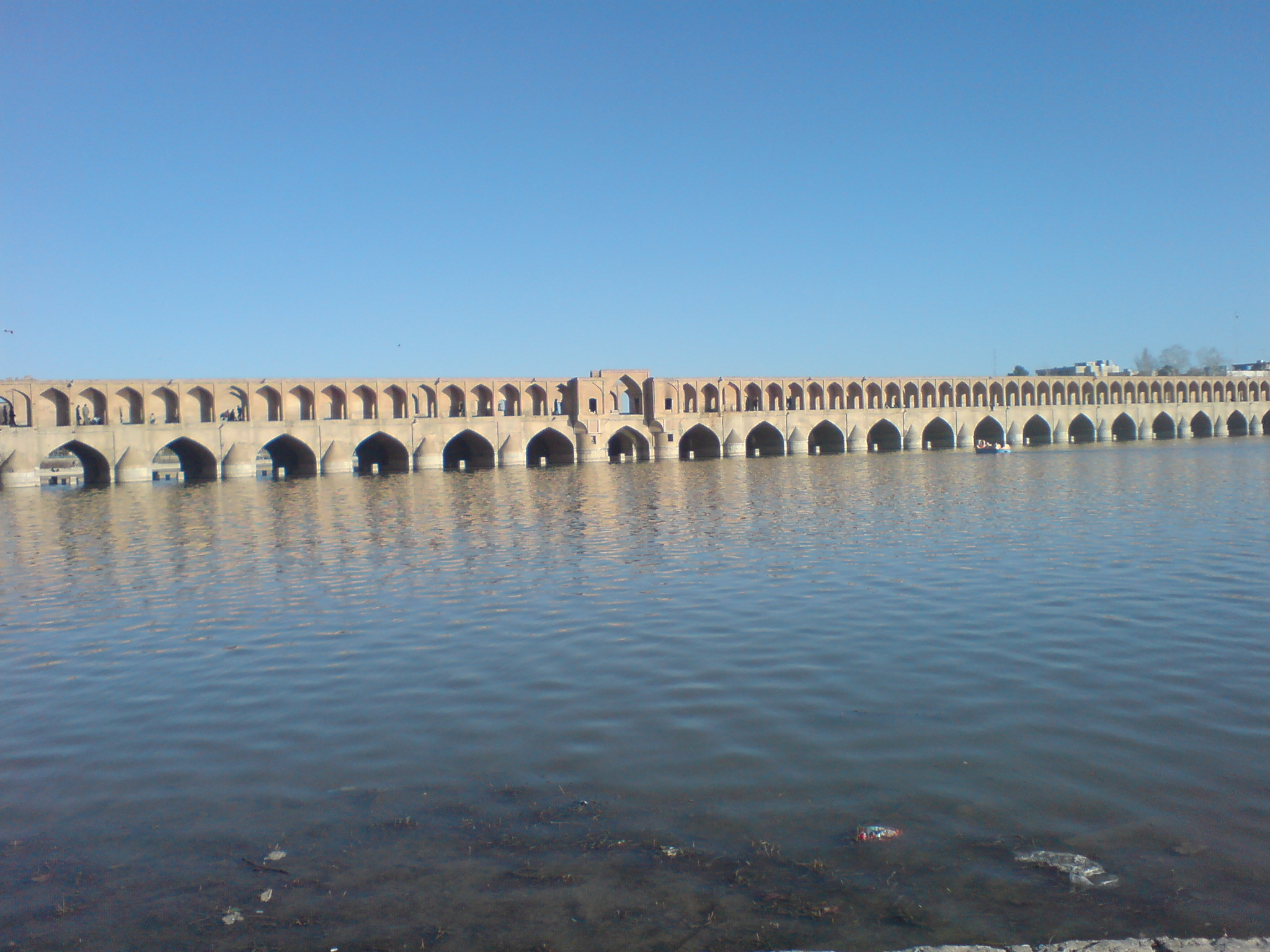
نمای طولی سی‌وسه‌پل (از پلهای تاریخی اصفهان)

فهرست پلهای ایران به ترتیب تاریخ:

## اولین پل‌ها
از پژوهش‌های باستان‌شناسی بر می‌آید که پیش از هخامنشیان از الواح بدست آمده از شوش (تمدن عیلام) و در بابل (تمدنهای بین‌النهرین) و نشانه‌هایی از دوره مادها گواه وجود پلهایی بر کرخه (عیلام)، دجله و فرات (بین‌النهرین) و رودخانه‌های کوه‌های زاگرس (ماد) می‌باشد. در این میان از پل بابل بر رودخانه فرات (عهد بخت النصر) یاد می‌شود و قدیمی‌ترین اثر باستانی پل مربوط به پلی بر رود ارس (دوره اورارتوها) می‌باشد. همچنین پل باستانی بر رودخانه کر (کوروش) فارس -احتمالاً زمان کوروش- در محل درودزن که کاربری سدّ هم داشته است. بر شالوده پلهای هخامنشی و بر اساس معماری آن همچنین در دوره‌های بعد احداث شده است.

## دوره هخامنشی
پلهای هخامنش:
- پلهای بر روی راه شاهی
- پل باستانی درودزن رودخانه کر
- پل باستانی رودخانه کرخه
- پل تنگه بلاغی (سیوند)

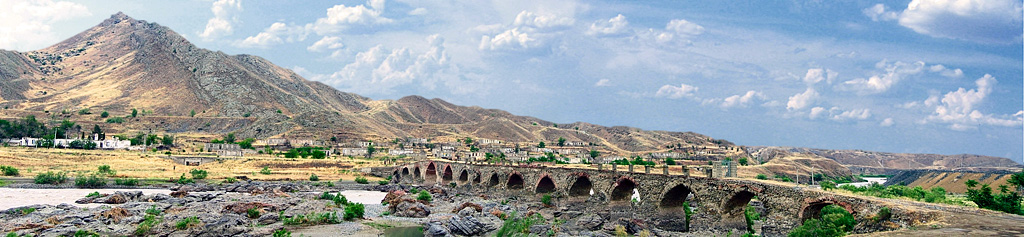
پل خداآفرین - آذربایجان شرقی

- پل تخت شاه‌نشین (در محل پاتاوه بر رودخانه بشار یاسوج)
- پل خداآفرین (بر رود ارس که پایه‌ای پل در عهد هخامنشی بوده است)
- پل تنگ (رود سیمره لرستان در تنگ‌ترین بخش رود)

## دوره اشکانیان

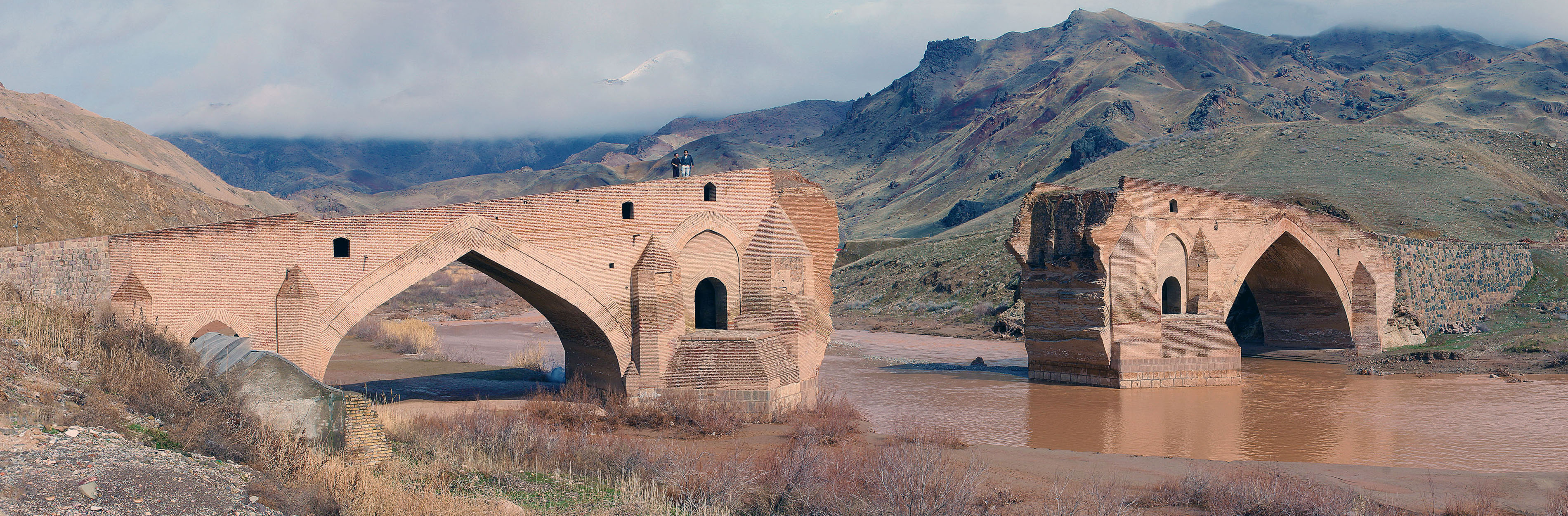
پل دختر (میانه) - آذربایجان شرقی

- پل دختر (میانه)
- پل دختر (کر و دختر در لرستان)
- پل چم نمشت (سیمره)
- پل گاومیشان (سیمره)

## ساسانیان

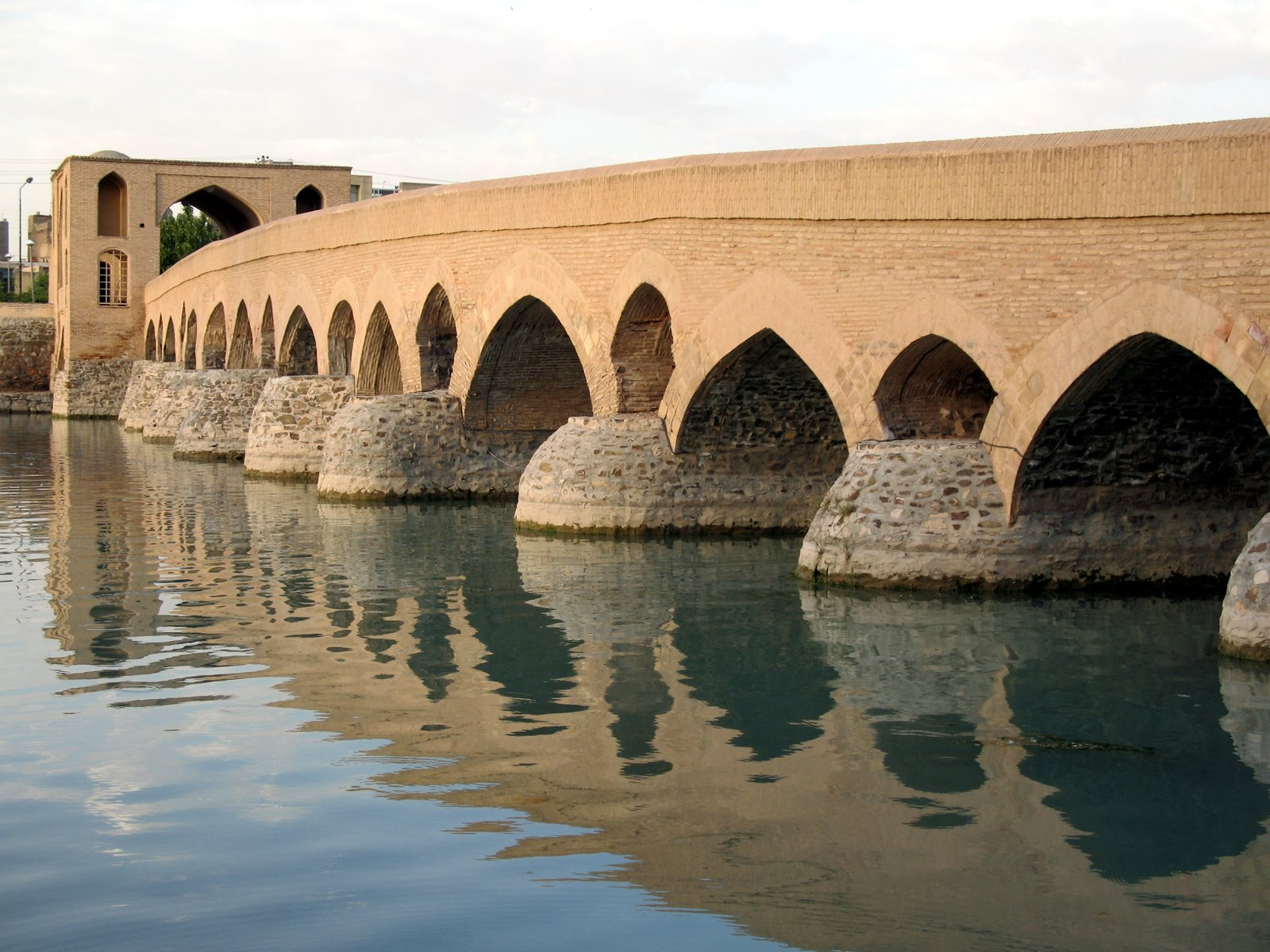
پل شهرستان - اصفهان

مشهورترین پلهای دوره ساسانی
- پل دزفول
- پل چالان چولان
- پل سیاه منصور دزفول
- پل سیفون دزفول
- پل بند شادروان شوشتر
- پل شهرستان
- پل خسرو
- پل نعمان
- پل شاپوری
- پل کر و دختر
- پل ساسانی دره شهر
- پل چم نمشت

## اوایل دوره اسلامی
- پل خداآفرین بازسازی شده

سده ۴ قمری:
- پلامیر (رود کر - فارس)
- پل هندوان (شهر اهواز)
- پل ایدج پل شهر ایذه - پل عهد ساسانی که مرمت شد
- پلهای هیرمند و فره - سیستان
- پل ابوطالب بر رودخانه درخید یا خوبذان در شهر نوبندجان یا نوبندگان ولایت انبوران فارس
- پلهای بدر بر رود کشکان
- پل کشکان بر رود کشکان
- پل کله هر (پل ممولو) بر رود کشکان روستای مملو
- پل گاومیشان شرق سیمره

در دوره حکومت ترکان:
- پل توس خراسان
- پل ضیاالملک بر رود ارس

## پس از مغول
- پلهای میانه حوالی شهر میانه
- پل شهرچای یا پل میانه بر رودخانه میانج
- پل آجری نوژی وران راه بیستون به سنقز
- پل آجری قراچای جاده همدان - کرمانشاه
- پل خیرآباد دهستان خیرآباد جاده بهبهان - گچساران
- پل خاتون بر رود کرج
- پل خشت دیماین راه مالرو اشکور

## عهد صفوی
- سی و سه پل اصفهان
- پل خواجو اصفهان
- پل جویی یا پل جوبی در اصفهان
- پل خان بر رود کر
- پل شاه عباسی اشتهارد - بوئین زهرا
- پل آجری کوچه روستای کوچه کنگاور

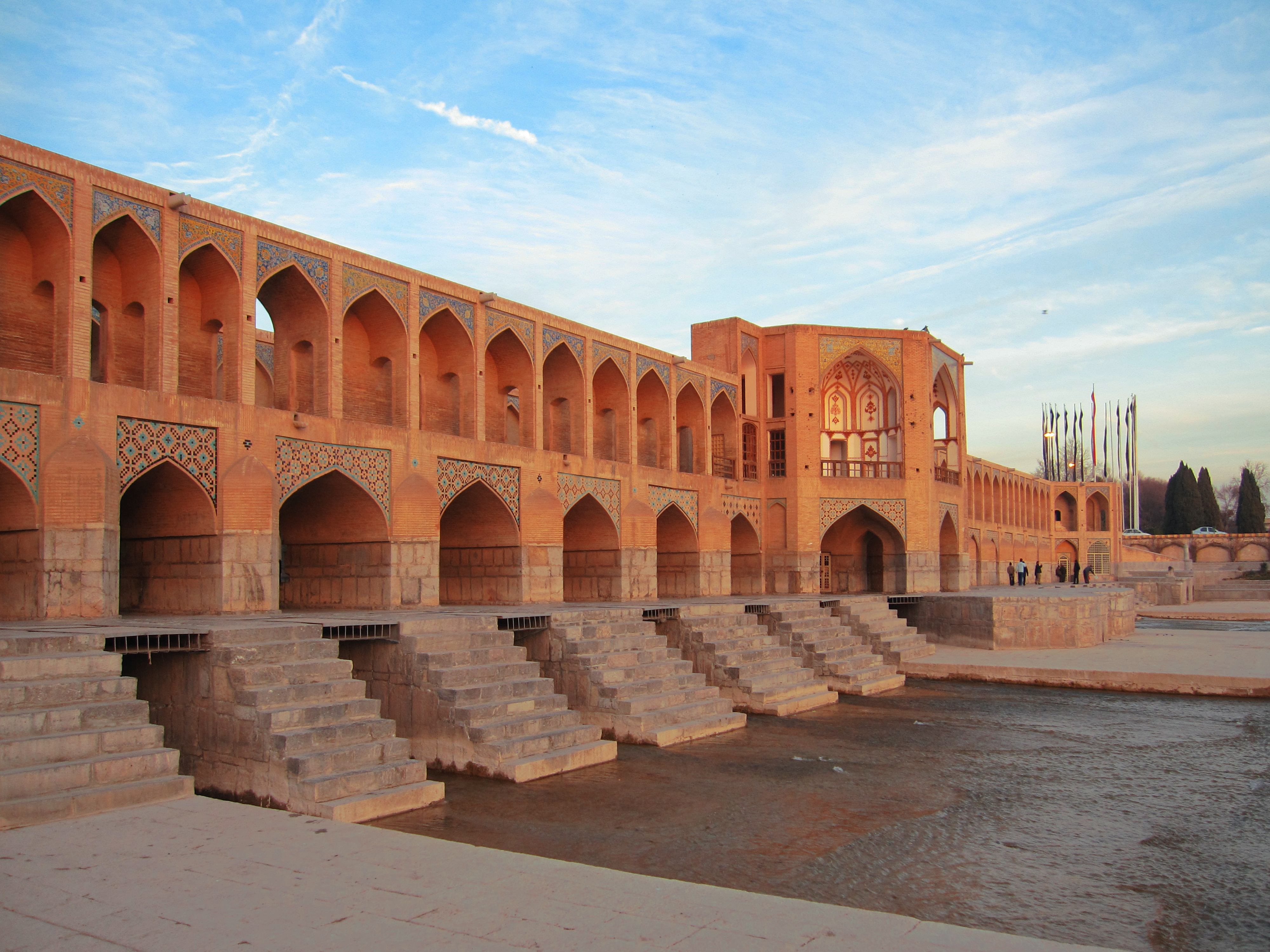
پل خواجو - اصفهان

- پل آجری میان راهان روستای میان راهان کنگاور
- پل پنج چشمه بر رود زنکمار، تبریز - ماکو
- پل آجری خرم‌آباد شهر خرم‌آباد
- پل فرسنج روستای فرسنج تویسرکان

## قاجاریه و پهلوی
- پل اترک بر رودخانه اترک در مرکز شهر قوچان
- پل آجری حاجی امیر بر رودخانه کبوترلانه بلوک سلطان آباد کنگاور
- پل خاتون (شهرستان خوی)
- پل چالان چولان بروجرد - درود
- پل حاجی فتحعلی بروجرد
- پل دره روآه بروجرد - ملایر
- پل لوشان قزوین - رشت

## پل‌های سده اخیر

### پل‌های راه‌ها

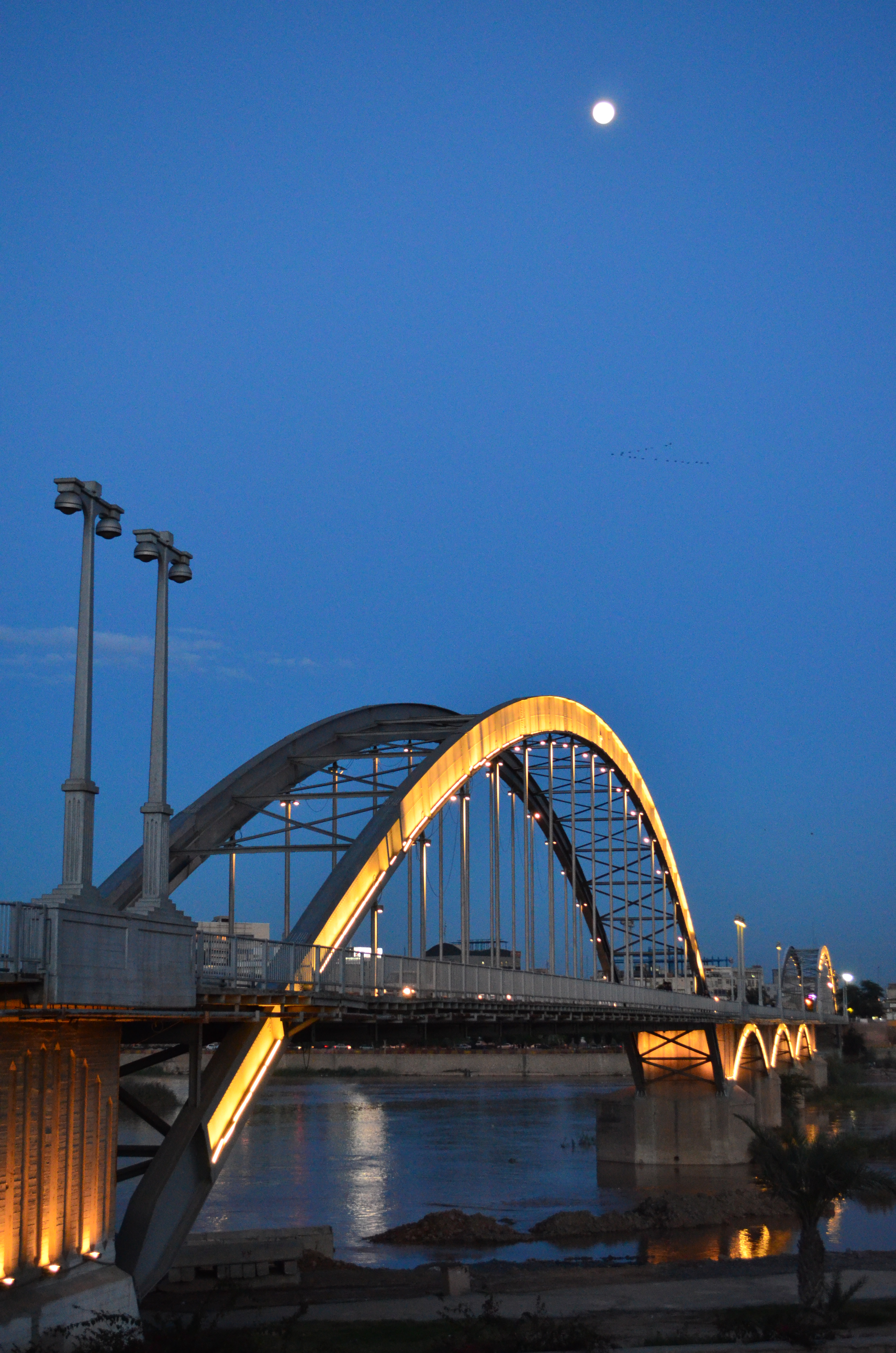
پل سفید اهواز- راه-خوزستان

در کل بیش از ۱۸۵ پل با طول بیش از صد متر و ۴۲ پل با دهانه اصلی بیش از ۵۰ متر وجود دارد. مهم‌ترین پل‌ها:
- پل سفید اهواز یا پل معلق اهواز
- پل خرمشهر
- پل دره نرگسی
- پل جدید(دوم) دزفول
- پل سوم دزفول
- پل چهارم دزفول
- پل پنجم دزفول
- پل دسترسی سد کارون سه
- پل هفتم اهواز
- پل ناژوران اصفهان
- پل سوم آبادان روی بهمن شیر
- پل ترکه‌ای شوشتر به نام شهید بهرامی در شوشتر
- پل فلزی بابلسر که در سال ۱۳۱۳ توسط آلمان‌ها ساخته شد
- پل زغالی چالوس که در دوران پهلوی اول ساخته شد و در سال ۱۳۸۲ با شمارهٔ ثبت ۸۸۰۵ به‌عنوان یکی از آثار ملی ایران به ثبت رسید.
- پل ماشلک نوشهر (در ۱۴ مهرماه ۱۳۹۷ بر اثر سیل تخریب شد)[۱][۲]
- پل تجن ساری

### پل‌های راه‌آهن

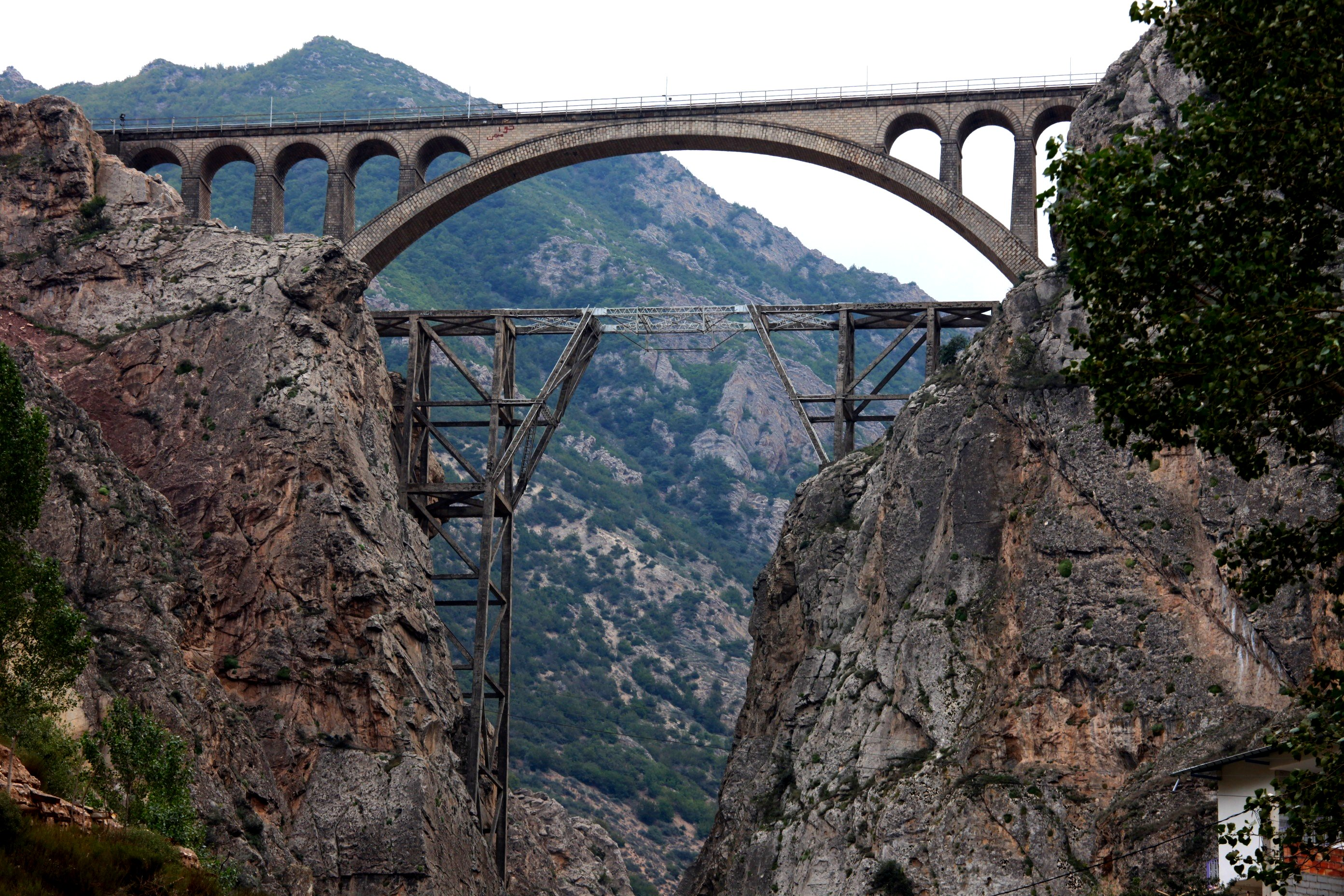
پل ورسک -راه‌آهن- مازندران

مهم‌ترین پل‌های راه‌آهن سراسری شمال-جنوب:
- پل اورین در دوره پهلوی اول - بر دره اورین بین ایستگاه سرخ‌آباد و ورسک
- پل ورسک یا پل پیروزی در دوره پهلوی اول - بر دره ورسک نزدیکی عباس‌آباد
- پل رود شور ۵۲ کیلومتری جنوب تهران
- پل آب دیز ۳۳۸ کیلومتری بندر امام خمینی
- پل کارون ۱۱۰ کیلومتری بندر امام خمینی

راه‌آهن تهران - تبریز:
- پل کرج تهران - قزوین کیلومتر ۳۸ روی رودخانه کرج
- پل کردان رودخانه کردان
- پل رودخانه ارس
- پل گدوک ۱۴۳ کیلومتری جلفا به تبریز
- پل قطور بزرگ‌ترین پل ایران و خاورمیانه در ۱۳۴۸ احداث شد.

همچنین دیگر مسیرهای راه‌آهن مانند: راه‌آهن قم به جنوب کشور و راه‌آهن تهران به مشهد در شرق نیز پل‌هایی دارند که به علت مسیر کویری اکثراً کوتاه و کوچکند؛ و در مسیر بافق - بندر عباس به‌خصوص در مسیر کوه‌های گنو پل‌های بزرگی وجود دارد.